# San Bernardo (Chaco)
La ciudad argentina de San Bernardo está ubicada en el centro de la provincia del Chaco. Es cabecera del Departamento O'Higgins.

## Historia
La localidad antiguamente se llamaba Pampa del Huevo, por la gran cantidad de huevos de ñandúes que se encontraban en la zona. Su población originaria eran nativos de la etnia Mocovíes. Desde el año 1922 comenzaron a llegar obrajeros venidos de la provincia de Santiago del Estero, principalmente, constituyendo asentamientos aislados y dedicándose a la explotación forestal. (Chorvat y Farías Gonzales, 2010).
Con el desarrollo de la actividad productiva algodonera, llegan a la zona los hermanos Gonzalo, Bernardo y Ulpiano Pando, oriundos de España. Quienes compran alrededor de 100 ha, las cuales pusieron en venta con la intención de iniciar el desarrollo urbano, además instalan una desmotadora para continuar con el progreso.  En el año 1933 se aprueban los planos de mensura y es allí cuando recibe el nombre de San Bernardo en honor al difunto hermano.
Las principales actividades económicas de la localidad son la ganadería, agricultura y forestal, a las que se suman algunas industrias de pequeña escala.

## Producción agropecuaria
El 50% de los suelos de aptitud agrícola están en la producción de cultivos anuales. El resto son suelos de aptitud mixta dedicados a la producción agrícola-ganadera o forestal. 
Los suelos de aptitud estrictamente ganadera se utilizan en ganadería extensiva y en forestal. Cultivos: algodón, soja, girasol, trigo.

## La Oma de San Bernardo
Hermoso poema cantado, letra de Daniel Altamirano. El compositor Pedro Favini le puso música de chamamé. Y en 1977, Los 4 de Córdoba: Víctor Hugo Godoy, Héctor Pacheco, Eduardo Márquez y Américo Albornoz, la estrenan. Marta Hoffner de Rabe fue “La Oma”, y falleció en noviembre de 1994 

## Vías de comunicación
La principal vía de acceso es la ruta provincial 6, que la comunica por pavimento al noroeste con Las Breñas, y al este con Villa Berthet. Cerca de San Bernardo pasa la Ruta Nacional 95, también asfaltada, que la vincula al norte con La Clotilde y la provincia de Formosa, y al sur con Villa Ángela y la provincia de Santa Fe. Otra ruta importante es la provincial 22, que por un camino de tierra la une al noroeste con Corzuela.

## Geografía
San Bernardo es ciudad cabecera del departamento O'Higgins en la provincia del Chaco, Argentina.
Climáticamente, San Bernardo se encuentra en la zona cálida con estación seca. Las precipitaciones se concentran mucho en verano y son menores en invierno.
La temperatura media anual es alrededor de 20 °C.
Los veranos son cálidos con una media alrededor de 25 °C. Los inviernos poseen días templados y noches frescas con una media alrededor de 15 °C.
Las heladas se producen con más frecuencia en esta zona, ya que la estación seca se da en el período invernal.

## Población
Cuenta con 9,379 habitantes (Indec, 2010), lo que representa un incremento del 24,8% frente a los 7,513 habitantes (Indec, 2001) del censo anterior. En el municipio el total ascendía a los 11,101 habitantes (Indec, 2001).
| Gráfica de evolución demográfica de San Bernardo entre 1991 y 2010 |
|                                                                    |
| Fuente: Censos nacionales del INDEC                                |

## Parroquias de la Iglesia católica en San Bernardo
| Diócesis  | San Roque de Presidencia Roque Sáenz Peña |
| --------- | ----------------------------------------- |
| Parroquia | San Bernardo                              |